# Crash Bandicoot (postać)
Crash Bandicoot – fikcyjna postać animowana, główny bohater serii komputerowych gier platformowych o takim samym tytule. Jest antropomorficznym jamrajem pręgowanym.
Celem bohatera jest pokrzyżowanie planów Doktora Neo Cortexa, głównego antagonisty, który chce objąć władzę nad światem. Jest on odpowiedzialny za genetyczne ulepszenie protagonisty serii.

## Koncepcja i ewolucja postaci
Twórcami postaci Crasha Bandicoota są Andy Gavin oraz Jason Rubin, a projektantem Charles Zembillas. Pomysł na stworzenie postaci pojawił się wśród członków zarządu Sony. Przedsiębiorstwo chciało mieć własną maskotkę, która mogłaby stanowić konkurencję dla postaci występujących w innych franczyzach: Mario autorstwa Nintendo oraz Sonika stworzonego przez Segę.
Projekt studia Naughty Dog, początkowo funkcjonujący pod kryptonimem „Sonic’s Ass Game”, miał na celu stworzenie postaci na podobieństwo Sonica Segi oraz Diabła Tasmańskiego – Taza stworzonego przez Warner Bros. Jednocześnie miała ona przypominać zwierzę „słodkie, prawdziwe i najlepiej nieznane przez szeroką widownię”. Biorąc pod uwagę powyższe wymagania, studio zdecydowało się na trzy zwierzęta, które potencjalnie mogłyby stać się postacią: wombata tasmańskiego, kanguroszczura oraz jamraja.
Pierwotnie postać Crasha miała nazywać się „Willy the Wombat”, ale ze względu na prawa autorskie zdecydowano o zmianie nazwy na „Bandicoot”. Na dalszej drodze projektowania postaci, studio uznało, że ich nowa maskotka „powinna kochać zabawę, cechować się głupkowatym charakterem oraz nie powinna mówić”. Milczenie postaci było uwarunkowane przekonaniem, że głosy postaci zawsze są „kiepskie, odrzucające oraz utrudniają graczom utożsamianie się z nimi”.
Po tym, gdy do zespołu dołączyli Charles Zembillas (odpowiedzialny za kreacje postaci) oraz Joe Pearson (odpowiedzialny za tło i osadzenie gry) zdecydowano, że finalny projekt jeszcze wtedy Willy'ego nie powinien przypominać prawdziwego zwierzęcia. Kierowano się zasadą, że „o designie zadecydują w 51% potrzeby wizualno-techniczne, a w 49% inspiracja”. Stąd też pochodzi decyzja o pomarańczowym kolorze bohatera: „miała ona najwięcej sensu – wyglądała najlepiej na ekranie ówczesnych telewizorów i świetnie odróżniała się od otaczającego go otoczenia”. Przerośnięta twarz oraz brak szyi są kolejnymi dowodami na to, że potrzeby wizualno-techniczne odgrywały główną rolę w procesie tworzenia postaci. Tak samo jak w przypadku koloru, decyzja o rozmiarze głowy była spowodowana stosunkowo niską rozdzielczością ówczesnych ekranów. Aby twarz i mimika była dostrzegalna i łatwo rozróżnialna, zdecydowano się na taką budowę ciała. Bezpośrednio wpłynęło to na unikatowe i utrudnione sterowanie postacią. Aby ułatwić proces odróżnienia, w którym kierunku Crash był w danej chwili zwrócony, dodano rękawiczki, kropki na plecach oraz rozjaśniono jego klatkę piersiową. Ograniczenia sprzętowe konsoli Playstation sprawiły, że Crash nie mógł posiadać ogona, ani luźnych pasków przy swojej odzieży. Skrócono również długość jego spodni, aby uniknąć migotania ekranu, które pojawiało się przy długich nogawkach.
Japoński oddział Sony nie był zadowolony z prezentacji gry, więc studio Naughty Dog było zmuszone dokonać pewnych zmian w postaci Crasha. Zmniejszono jego uśmiech, co miało ocieplić wizerunek postaci; zielone oczy porzucono na rzecz „czarnych kropek, mających przypominać oczy Pac-Mana”; zaokrąglono spiczaste włosy. W takiej wersji Sony zdecydowało się zakupić prawa do dzieła.
Finalny model Crasha składał się z 512 wielokątów, a tekstury zostały użyte jedynie do reprezentacji kropek na jego plecach oraz butów.
W 1996 roku, podczas przygotowań do zaprezentowania nowej gry na Electronic Entertainment Expo, Crash otrzymał swoje oficjalne imię. Dyrektor marketingowy Universal Interactive Studios nalegał, aby postać oraz gra nazywały się „Wez/Wezzy/Wuzzle the Wombat” lub „Ozzie the Otzel”. Jednak ostatecznie zadecydowano nadać mu imię Crash Bandicoot. Drugi człon nazwy postaci odnosił się do gatunku, na którym bazowała postać, natomiast pierwszy nawiązywał do ekspresyjnej reakcji przy rozbijaniu skrzyń, które gracz znajdował na kolejnych poziomach gry.

## Opis postaci
Gracze poznają głównego bohatera w momencie próby przeprowadzenia na nim eksperymentu przez Doktora Neo Cortexa i jego pomocnika, Doktora Nitrusa Brio. Ostatecznie Crashowi udaje się uciec z laboratorium, wyskakując przez okno i wpadając do morza. W laboratorium została również uwięziona Tawna – pierwsza miłość bohatera. Separacja Crasha od Tawny staje się głównym wątkiem gry. Crash postanawia uratować ukochaną z rąk doktora Neo Cortexa, przy okazji krzyżując jego plany w zapanowaniu nad światem. Na skutek nieudanego eksperymentu wyprania mózgu jamraj zostaje jednak genetycznie ulepszony, dzięki czemu nabywa umiejętności: biegania, skakania i kręcenia się. Lista ataków w początkowej wersji gry ograniczona jest tylko do skakania na głowy przeciwników oraz bardzo charakterystycznego ataku kręcenia się przypominającego tornado. W późniejszych odsłonach Crash może rozwijać swoje zdolności ataku poprzez pokonywanie głównych przeciwników.

## Wystąpienia
- Crash Bandicoot
- Crash Bandicoot 2: Cortex kontratakuje
- Crash Bandicoot 3: Warped
- Crash Bandicoot 4: Najwyższy czas
- Crash Bandicoot: The Wrath of Cortex
- Crash of the Titans
- Crash Team Racing
- Crash Bash
- Crash Bandicoot: The Huge Adventure
- Crash Bandicoot 2: N-Tranced
- Crash Tag Team Racing
- Crash Bandicoot Purple
- Crash, Boom, Bang!
- Crash Mind over Mutant
- Crash Bandicoot: N. Sane Trilogy
- Crash Team Racing Nitro – Fueled[13]
- Crash Bandicoot: On the Run![14]